# 原初也
原 初也（はら はつや、1946年6月7日 - ）は、日本の元社会人野球選手（投手）、高校野球指導者。

## 来歴
山梨県出身。高校は地元の名門・山梨県立甲府工業高等学校に進学し、1964年の第36回選抜高等学校野球大会に投手として出場（ボールを受け取っていたのは元阪急ブレーブスの中沢伸二）。卒業後は日産自動車硬式野球部でプレーし、引退後の1984年にコーチとして母校である甲府工業高校に赴任。翌1985年、恩師でもある前任の田名網英二に指名される形で監督に就任。1980年代は大八木治率いる東海大甲府や井出竜也（元福岡ソフトバンクホークスなど）がいた吉田などの強豪に夏の甲子園出場を阻まれていたが、1986年の秋季関東大会決勝で東海大甲府を倒して優勝し、翌春の第59回選抜高等学校野球大会ではベスト8に進出した（準々決勝で蔦文也率いる徳島県立池田高等学校に敗退）。1990年代に低迷期に入った東海大甲府に対して力を維持し、10年間で4回の夏の甲子園出場を果たしている。2000年代には東海大甲府の復活と日本航空高校の台頭もあったが、春2回、夏1回山梨代表として甲子園に出場した。2010年の選手権大会県予選を最後に監督を引退。
「打倒私学」を合言葉に県内でも厳しいといわれる練習内容で有名。また、県内各地から有力選手を集め、自宅から通学できない者に対しては自らの家に下宿させるなど郷土愛を前面に押し出している。一方で県外出身者の選手を一切受け入れず、県内出身者の少ない私立高校のやり方を批判している。

## 甲子園成績
| 年度・大会 | 試合     | 対戦相手             | 結果  |
| ---------- | -------- | -------------------- | ----- |
| 1987年春   | 1回戦    | 松山北（愛媛）       | 6-1○  |
| 1987年春   | 2回戦    | 明野（三重）         | 2-1○  |
| 1987年春   | 準々決勝 | 池田（徳島）         | 0-9●  |
| 1990年夏   | 1回戦    | 佐賀学園（佐賀）     | 12-7○ |
| 1990年夏   | 2回戦    | 沖縄水産（沖縄）     | 5-12● |
| 1993年夏   | 1回戦    | 金沢（石川）         | 4-2○  |
| 1993年夏   | 2回戦    | 修徳（東東京）       | 0-2●  |
| 1997年夏   | 1回戦    | 八頭（鳥取）         | 9-0○  |
| 1997年夏   | 2回戦    | 豊田大谷（愛知）     | 4-2○  |
| 1997年夏   | 3回戦    | 市立船橋（千葉）     | 4-5●  |
| 1999年夏   | 1回戦    | 北陽（大阪）         | 4-3○  |
| 1999年夏   | 2回戦    | 静岡（静岡）         | 2-3●  |
| 2004年春   | 1回戦    | 日南学園（宮崎）     | 3-2○  |
| 2004年春   | 2回戦    | 秋田商（秋田）       | 0-3●  |
| 2005年春   | 2回戦    | 神戸国際大付（兵庫） | 1-4●  |
| 2006年夏   | 2回戦    | 東洋大姫路（兵庫）   | 2-4●  |

出場8回（春3回、夏5回）・勝利数8（春3勝、夏5勝）・最高ベスト8（春1回）

## 主な教え子
太字は現役
- 中込伸 - （甲府工業→神崎工業→阪神タイガース→兄弟エレファンツ）
- 山村宏樹 -（甲府工業→阪神タイガース→大阪近鉄バファローズ→東北楽天ゴールデンイーグルス）
- 辻俊哉 - （甲府工業→千葉ロッテマリーンズ→オリックス・バファローズ）